# Purcari (Wein)
Die Purcari Wineries, LLC ist ein moldawisches Unternehmen für Wein mit Sitz in Purcari, Rajon Ștefan Vodă. Im Laufe der Jahre wurde das Weingut Purcari mehrfach ausgezeichnet, u. a. bei den Decanter World Wine Awards, in der International Wine & Spirits Competition und der International Wine Challenge.

## Geschichte
Französische Kolonisten pachteten Anfang des 19. Jahrhunderts die Böden des Klosters Afon-Zograf. Sie entdeckten, dass die Böden ähnlich wie in ihrer Heimat Bordeaux beschaffen waren, woraufhin sie mit der Produktion von Rotweinen begannen. 1827 erließ Zar Nikolaus I. per Dekret die Gründung des ersten Weinanbaubetriebs Bessarabiens in Purcari. Folgeeigentümer des Weingutes waren die Bojaren Dăncilă und Clot, später französische, deutsche und russische Kolonisten. 1847 erhielt ein Purcari-Wein im Rahmen der Bessarabischen Landwirtschaftlichen Messe seine erste Goldmedaille. 1878 erlangte das Weingut auf der Weltausstellung in Paris internationale Aufmerksamkeit, als französische Experten bei einer Blindverkostung der Ansicht waren, der Negru de Purcari sei ein französischer Bordeaux. Purcari-Weine wurden von nun an auch bei festlichen Anlässen der europäischen Königshäuser gereicht. Ab 1950 nahmen moldawische Winzer die klassischen Herstellungstechniken wieder auf. Nach dem Zusammenbruch der Sowjetunion wurde die Produktion für 10 Jahre eingestellt, da das Weingut bis dato der sowjetischen Regierung unterstand. 2003 gründete Victor Bostan die Purcari Wineries, LLC  und begann mit der Neubepflanzung von 250 Hektar an Weinbergfläche und einer Modernisierung der Weinproduktion. 2018 ging das Unternehmern an die Bukarester Börse und erzielte bis Dezember 2022 ein Gesamtvermögen von über 569 Mio. RON.

## Lage, Boden und Klima

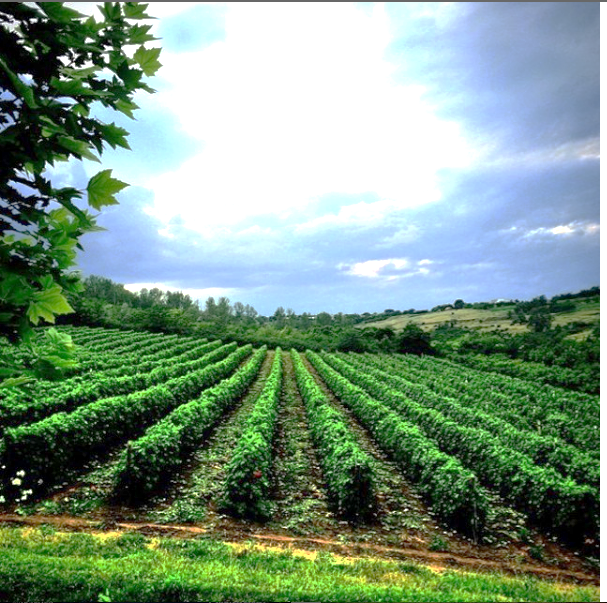
Weinberge

Wie auch die meisten moldauischen Weingüter befindet sich Purcari in der südlichen und zentralen Moldau, auf demselben Breitengrad wie Bordeaux in Frankreich. Die hochgelegene Region Purcari liegt 120 bis 160 Meter über dem Meeresspiegel, ca. vom 60 km Schwarzen Meer entfernt. Purcari hat ein gemäßigt kontinentales Mikroklima bei bis zu 33 °C. Der gut durchlässige, sandige, kalkhaltige Lehmboden hat einen relativen Feuchtigkeitsfaktor von 0,68 bis 0,75. Die Weinberge erstrecken sich über 260 Hektar. Weitere Weinbaugebiete des Weinguts befinden sich in Onești und Etulia.

## Wein

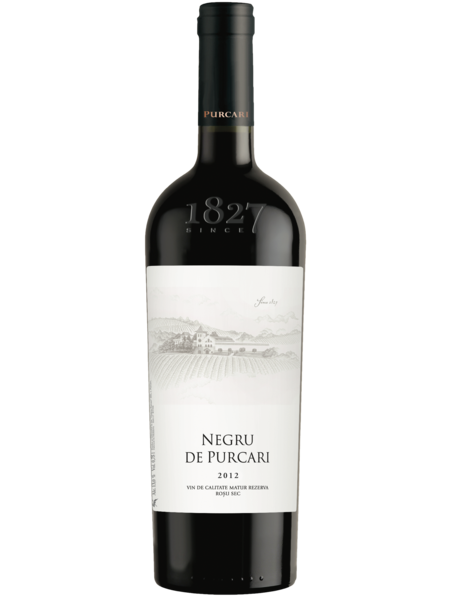
Negru de Purcari, trockener Rotwein

Die Purcari-Trauben werden von Hand geerntet und nach traditionellen Methoden verarbeitet. Weiße Trauben werden im Weinbaugebiet von Onești kultiviert, wo das Mikroklima für Chardonnay, Muskateller, Sauvignon Blanc, Aligoté, Pinot Gris und Traminer geeignet ist. Rotweine werden mit den Rebsorten aus Etulia produziert, wozu Cabernet Sauvignon, Merlot, Pinot Noir, Saperavi und Cabernet Franc gehören. Das Weinangebot besteht dabei aus 4 Jahrgangsweinen, 6 Weinen einer limitierten Kollektion, 9 Weinen der Kollektion 1827 und 3 Schaumweinen Cuvée de Purcari.

## Château Purcari

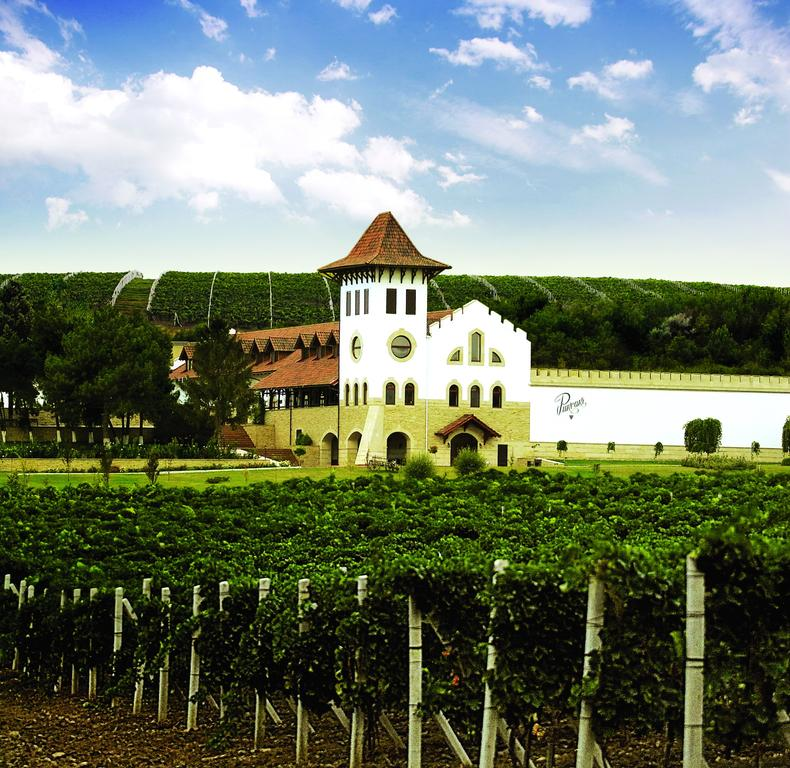
Château Purcari

Chateau Purcari wurde 2003 nach Plänen des Architekten Mihai Eremciuc erbaut und ist seitdem Sitz von Purcari LLC. Das an den Brâncoveanu-Stil angelehnte Schloss beherbergt die Purcari-Keller, die seit 1827 bestehen und einen Teil des nationalen Erbes an Purcari-Weinen aufbewahrt. Im Schloss befindet sich ein Hotel-Restaurant mit Terrasse.

## Auszeichnungen
| Jahr | Wettbewerb                     | Titel               | Wein                                         |
| ---- | ------------------------------ | ------------------- | -------------------------------------------- |
| 2023 | Decanter World Wine Awards     | Gold                | Château Purcari (2023)                       |
| 2019 | London Wine Competition        | Gold                | Rose de Purcari Sapiens (2019)               |
| 2016 | Challenge International du Vin | Gold (Spezialpreis) | Ice wine (2014)                              |
| 2016 | Challenge International du Vin | Gold                | Alb de Purcari (2013)                        |
| 2016 | Challenge International du Vin | Bronze              | Vinohora Rosie – Rara Neagra & Malbec (2014) |
| 2016 | Concours Mondial de Bruxelles  | Silber              | Negru de Purcari (2012)                      |
| 2015 | Challenge International du Vin | Bronze              | Purcari Rose (2014)                          |
| 2015 | Concours Mondial de Bruxelles  | Silber              | Pinot Grigio de Purcari (2014)               |
| 2015 | Concours Mondial de Bruxelles  | Silber              | Rose de Purcari (2014)                       |
| 2015 | Concours Mondial de Bruxelles  | Gold                | Sauvignon de Purcari (2014)                  |
| 2015 | Decanter World Wine Awards     | Silber              | Purcari Rose (2014)                          |
| 2015 | Decanter World Wine Awards     | Bronze              | Alb de Purcari (2012)                        |
| 2015 | Decanter World Wine Awards     | Bronze              | Freedom Blend (2011)                         |
| 2015 | Decanter World Wine Awards     | Bronze              | Negru de Purcari (2010)                      |
| 2015 | Decanter World Wine Awards     | Silber              | Pinot Grigio (2014)                          |
| 2015 | Decanter World Wine Awards     | Bronze              | Sauvignon de Purcari (2014)                  |
| 2014 | Challenge International du Vin | Bronze              | Alb de Purcari (2012)                        |
| 2014 | Challenge International du Vin | Bronze              | Chardonnay de Purcari (2012)                 |
| 2014 | Concours Mondial de Bruxelles  | Silber              | Rose de Purcari (2013)                       |
| 2013 | Challenge International du Vin | Gold                | Alb de Purcari (2010)                        |
| 2013 | Challenge International du Vin | Silber              | Ice wine (2011)                              |
| 2013 | Concours Mondial de Bruxelles  | Silber              | Alb de Purcari (2010)                        |
| 2012 | Challenge International du Vin | Silber              | Alb de Purcari (2009)                        |
| 2011 | Challenge International du Vin | Gold                | Alb de Purcari (2009)                        |
| 2011 | Challenge International du Vin | Silber              | Negru de Purcari (2007)                      |
| 2011 | Challenge International du Vin | Bronze              | Rosu de Purcari (2007)                       |
| 2011 | Concours Mondial de Bruxelles  | Silber              | Alb de Purcari White (2009)                  |